# 箱根仙石原プリンスホテル
箱根仙石原プリンスホテル（はこねせんごくはらプリンスホテル、Hakone Sengokuhara Prince Hotel）は、神奈川県足柄下郡箱根町に所在する客室数100室のプリンスホテルグループのリゾートホテル施設。開業準備段階では、箱根仙石原プリンスホテル東館として進められていたが、最終的に「ホテル大箱根」として開業した。2004年10月に、日産自動車が研修施設の取得を目的に購入した箱根仙石原プリンスホテル（初代）とは別である。

## 概要
プリンスホテルズ&リゾーツが提唱する「プリンスグランドリゾート箱根」を構成する施設のひとつである。堤義明氏の「箱根にも川奈ホテルのような、ゴルフが出来て、フレンチレストランや懐石料理や寿司が食べられ、バーも完備した、そこに行けば全て完結するようなホテルを作る」という構想によって建造された。
catレディーストーナメントでも有名な大箱根カントリークラブ越しに箱根外輪山を客室から眺められ、99台の屋外駐車場がある。
小田原駅西口より、宿泊者用の無料送迎バスがあるが原則事前予約の定時出発制となっている。宿泊客、日帰り入浴客向けの浴場は、箱根十七湯のひとつ「姥子温泉」を源泉としている。

## 施設
- 客室100室
- レストラン 2店舗、バー(現在は多目的ホールとして利用)1店舗
- 宴会場2室
- 温泉、ショップ、テニスコート、ゴルフ場（大箱根カントリークラブ）

## 沿革
- 1954年 11月  仙石原ゴルフ場（現・大箱根カントリークラブ）営業開始。
- 1987年 4月29日 箱根仙石原プリンスホテル（初代）(96室)開業[4]。
- 1992年 6月12日 箱根仙石原プリンスホテル東館として開業準備中の建物がホテル大箱根(100室)として開業。
- 2004年 10月 箱根仙石原プリンスホテル（初代）の土地建物を日産自動車が研修施設として取得。
- 2015年 1月8日 3か月をかけて全館リニューアルを実施。
- 2015年 4月1日 箱根仙石原プリンスホテル（2代）へ名称変更。
- 2015年 4月23日 箱根仙石原プリンスホテル（2代）がリニューアルオープン。

## アクセス
電車
- 小田原駅より車・タクシーで約40分
- 箱根湯本駅より車・タクシーで約30分
- 三島駅より車・タクシーで約70分

車
- 東名高速道路
  - 厚木ICから小田原厚木道路経由で約52 km。所要時間平常時約65分。
  - 御殿場ICより国道138号で所要時間平常時約25分。

バス
- 小田原駅西口から宿泊者専用送迎バス（要事前予約・定時出発制）
- 小田原駅東口4番乗り場から箱根登山バスで所要時間平常時約70分、「仙石高原」バス停下車。
- 箱根湯本駅3番乗り場から箱根登山バスで所要時間平常時約35分、「仙石高原」バス停下車。

高速バス
- バスタ新宿・東京駅八重洲南口より小田急ハイウェイバス「仙石高原」バス停下車。[5]